# Alexandr Sergejevič Puškin
Alexandr Sergejevič Puškin (rusky  Александр Сергеевич Пушкин, 26. květnajul./ 6. června 1799greg. Moskva – 29. lednajul./ 10. února 1837greg. Petrohrad) byl ruský básník, prozaik a dramatik. Byl představitel romantismu a bývá považován za zakladatele moderní ruské literatury. K jeho nejvýznamnějším dílům patří poema Ruslan a Ludmila, drama Boris Godunov, prózy Kapitánská dcerka a Piková dáma a veršovaný román Evžen Oněgin.

## Předci

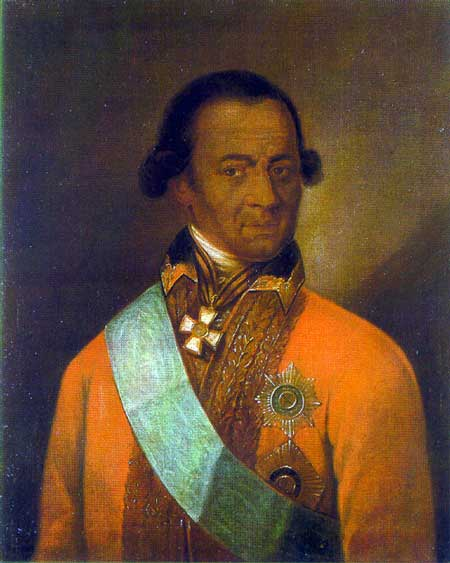
Puškinův předek Abram Petrovič Hannibal

Jeho otec Sergej Lvovič Puškin pocházel ze starého ruského šlechtického rodu; dědeček jeho otce Lev Alexandrovič Puškin byl plukovníkem ruské armády.
Puškinova matka Naděžda Osipovna Puškina (Надежда Осиповна Пушкина), rozená Hannibalová (Ганнибал), před sňatkem žila v Petrohradu na panství Kobrino (Кобрино).
Jejím dědečkem, tedy Puškinovým pradědečkem, byl Abram Petrovič Hannibal, ruský vojenský a politický činitel afrického původu, pravděpodobně z oblasti dnešní Eritreje nebo Kamerunu. Mnohé zdroje se zmiňují o jeho eritrejském nebo etiopském původu. Ottův slovník naučný ho popisuje jako „oblíbeného černocha Petra Velikého“. Některé zdroje uvádějí, že Hannibal byl synem jednoho z etiopských vladařů, který byl v sedmi letech odveden jako rukojmí do Konstantinopole, kde měl sloužit jako pojistka věrnosti své šlechtické rodiny Osmanské říši. O pouhý rok později, tedy v osmi letech, byl vykoupen ruskými vyslanci a odveden k carskému dvoru Petra Velikého, který si Hannibala oblíbil a ten u dvora vybudoval úspěšnou kariéru a byl přijat do řad ruské šlechty. Byl vyslán na studia do Francie, kde se velmi sblížil s filozofem Voltairem.

## Život

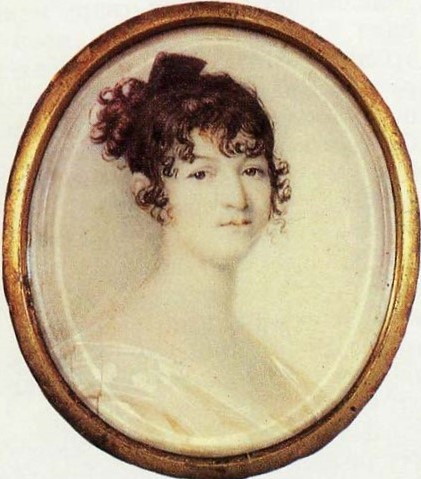
Puškinova matka Naděžda Osipovna

Narodil se v bohaté šlechtické rodině. Jeho vychovatelé byli hlavně Francouzi, takže až do deseti let mluvil převážně francouzsky. S ruským jazykem se seznámil zejména díky komunikaci se svou chůvou Arinou Rodionovnou, kterou měl velmi rád a byl k ní více připoutaný než k vlastní matce. Chůva pak měla rozhodující vliv na celou Puškinovu budoucí tvorbu tím, že mu vyprávěla ruské pohádky a přiblížila tak malého chlapce lidové kultuře.  
Začal studovat v Carském Selu na prestižním lyceu pro šlechtice, kde k jeho učitelům patřil mj. bratr revolucionáře Jeana Paula Marata a také liberál a kantovec Alexandr Petrovič Kunicyn, který ho ovlivnil nejvíce a Puškin mu později věnoval i báseň 19. říjen. V Carském Selu, v patnácti letech, také napsal svou první báseň. Zde se rovněž začal politicky angažovat, sympatizoval s děkabristy, uctíval francouzské osvícence, zejména Voltaira a Diderota. Byl členem literárního spolku Zelená lampa a Arzamas. V roce 1820 vydal svou první dlouhou báseň Ruslan a Ludmila.
Jeho báseň Óda na svobodu (a několik dalších podobných, politicky provokativních básní) přiměla ruského cara Alexandra I. poslat v roce 1820 Puškina do vyhnanství, nejprve na Kavkaz, později na Krym a poté do Moldávie. V Kišiněvě se stal zednářem a napsal zde také svou nejslavnější hru, drama Boris Godunov. Připojil se rovněž k tajné exulantské organizaci Filiki Eteria, jejímž cílem bylo svrhnout osmanskou vládu v Řecku a vytvořit nezávislý řecký stát. Zdrojem příjmů v této době byla vydání děl, která zajišťoval Puškinův přítel Petr Alexandrovič Pletňov, pozdější rektor Petrohradské univerzity. Zůstal v Kišiněvě až do roku 1823, poté se přestěhoval do Oděsy, kde se opět střetl s vládou, která ho v letech 1824 až 1826 poslala do exilu na venkovské panství jeho matky nedaleko Pskova.
Několikrát se Puškin pokoušel psát si deník, ale vždy toho z lenivosti zanechal. Roku 1821 začal psát vlastní životopis a několik let se jim zabýval, ale když bylo odhaleno prosincové spiknutí roku 1825, všechny sešity spálil, aby neprozradil jména a skutky svých druhů a nerozmnožil počet obětí carského teroru. 

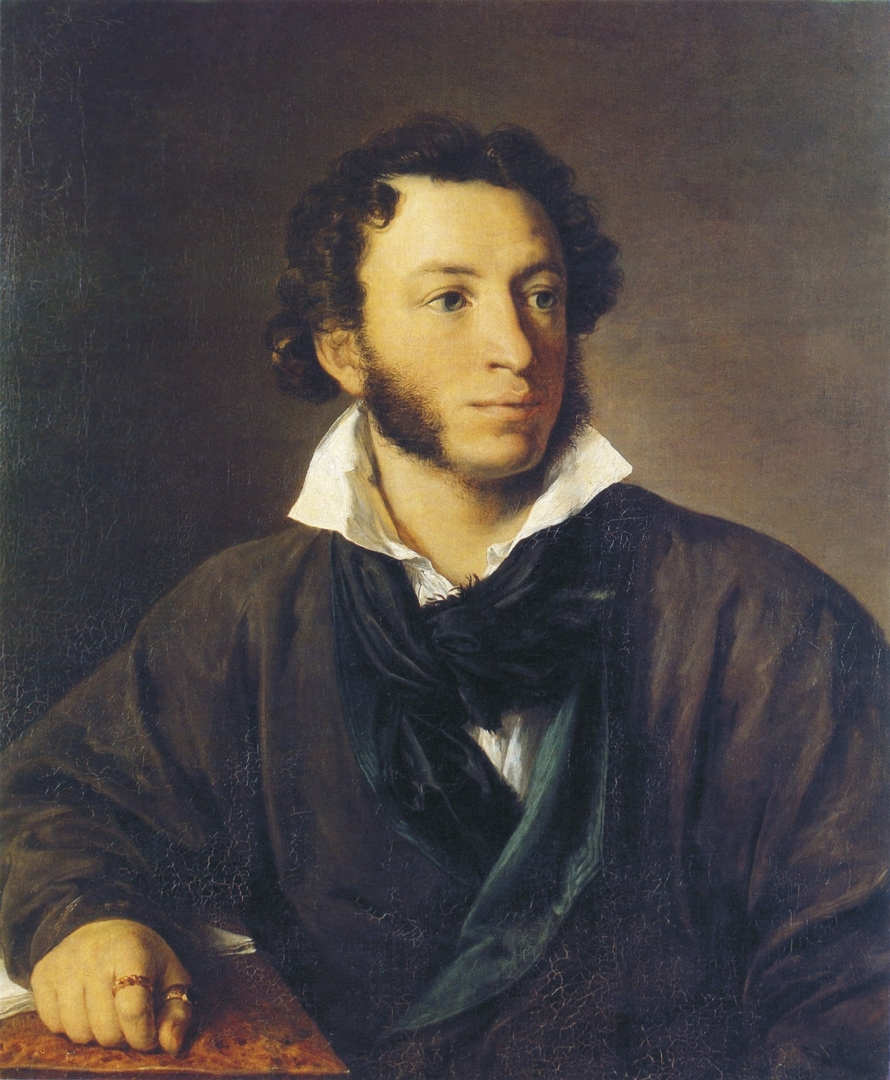
Portrét od Vasilije Tropinina (1827)

Po petrohradském povstání děkabristů v roce 1825 se obával, že bude popraven podobně jako řada jeho petrohradských přátel, ale car Mikuláš I. projevil vůči Puškinovi velkorysost a pozval ho dokonce k osobnímu rozhovoru (po mnoha intervencích jeho přátel a příbuzných). Po tomto setkání získal možnost volného pohybu a byl dokonce vnímán jako carův chráněnec, což ale nebylo přesné, car nikdy neztratil vůči Puškinovi podezření a zachoval si osobní přísnou kontrolu nad vším, co Puškin publikoval. Puškin poté začal pracovat jako carský titulární rada Národního archivu v Moskvě. Zde také založil časopis Moskovskij Věstnik. Žil v Moskvě v privilegovaném postavení. Proslul zde mimo jiné jako vášnivý hazardní hráč. Kvůli hazardu se často dostával do dluhů. Nezřídka se též účastnil soubojů kvůli uražené cti, za svůj život jich měl absolvovat dvacet. V roce 1828 se seznámil s proslulou moskevskou kráskou Natalií Nikolajevnou Gončarovovou, tehdy šestnáctiletou, a stali se milenci. Někdy v té době se také setkal s básníkem Adamem Mickiewiczem. Na konci roku 1829 se Puškin chtěl vydat na cestu do zahraničí, car mu to ale nepovolil.
Podzim roku 1830 strávil v karanténě na rodinné usedlosti Velké Boldino v Nižněnovgorodské oblasti (tzv. „Boldinský podzim“), protože v Moskvě zuřila epidemie cholery; Puškin sem odjel koncem srpna a během tří měsíců právě zde napsal přibližně 50 básní, dramat, povídek, epigramů, překladů a dalších děl, z nichž některé se v rámci jeho tvorby řadí k těm nejhodnotnějším. Roku 1831 se odstěhoval do Petrohradu, kde se oženil s Natalií. Téhož roku ho car přijal ke dvoru (patrně jen kvůli sympatiím k Natalii) a stal se úředníkem ministerstva zahraničí.
V roce 1831 se Puškin též setkal s Nikolajem Gogolem, kterého od té doby podporoval. Když roku 1836 Puškin založil časopis Sovremennik, právě Gogolovy povídky tvořily značnou část obsahu.
Dne 8. února 1837 se Puškin utkal v souboji na pistole s milencem a švagrem své ženy a pozdějším francouzským diplomatem Georgesem d'Anthèsem. Ten byl přesnějším střelcem a střelil Puškina do břicha. Puškin byl v hrozných bolestech odvezen domů, kde prohlásil carův osobní lékař jeho stav za beznadějný. Zemřel o dva dny později. Pohřben byl na půdě Svjatogorského kláštera v dnešním městě Puškinskije Gory nedaleko Pskova, po boku své matky. O jeho rodinu se doživotní penzí postaral car.
Puškinův obdivovatel Michail Lermontov zobrazil jeho smrt v díle Smrt básníka. Zde útočil na šlechtu, za to, že šířila verzi, podle níž Puškin duel vyprovokoval a smrt si zasloužil. Car Mikuláš I. kvůli tomu nechal Lermontova uvěznit.
V roce 1986 vyšla ve Spojených státech kniha, která má být Puškinovým tajným deníkem (česky vyšlo jako Tajné zápisky z let 1836–1837). Podle legendy si Puškin vymínil, že smí vyjít až sto let po jeho smrti. Popisuje v ní řadu skandálních sexuálních eskapád, mj. měl udržovat poměr s oběma sestrami své ženy. O autenticitě deníku se stále vedou spory.

## Dílo

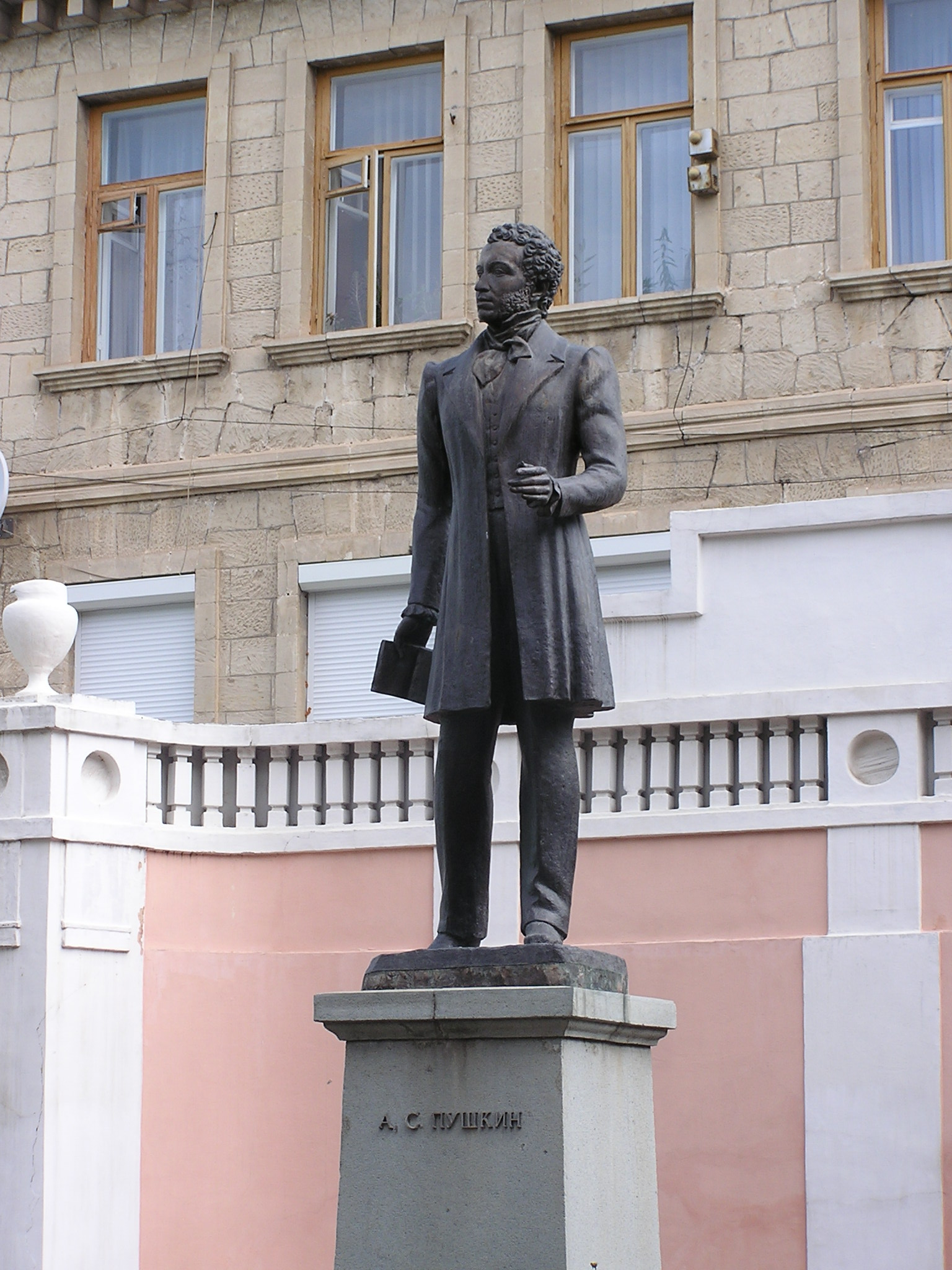
Puškinova socha v Bachčisaraji na Krymu

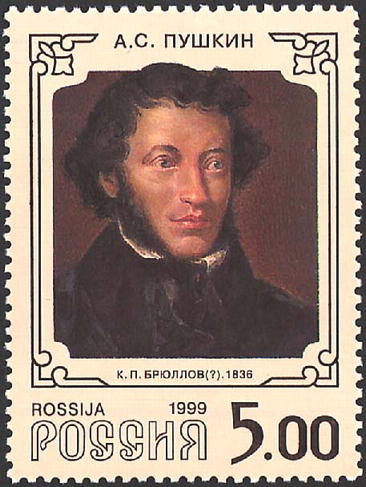
Puškin na poštovní známce z roku 1999

### Lyrika
Zde je uvedena výběrová bibliografie nejznámějších Puškinových lyrických básní:
- Mnich (1813, Монах)
- Vzpomínky v Carském Selu (1814, Воспоминания в Царском Селе),
- Můj portrét (1814, Мой портрет).[16]
- Volnost (1817, Вольность), óda,
- K Čaadajevu (1818, К Чаадаеву),
- Rusalka (1819, Русалка),
- Vesnice (1819, Деревня),
- Kinžál (1821, Кинжал ),
- Zimní večer (1825, Зимний вечер ),
- Ženich (1825, Жених),
- Slavík a růže (1827, Соловей и роза),
- V hlubině sibiřských dolů (1827, Во глубине сибирских руд),
- Talisman (1827, Талисман),
- Ančar (1828, Анчар),
- Arion (1828, Арион),
- Z písní západních Slovanů (1834, Песни западных славян),
- Památník (1836, Я памятник себе воздвиг),

### Poemy
- Ruslan a Ludmila (1817—1820, Руслан и Людмила), poema s pohádkovým námětem z bájného ruského středověku, líčící příběh lásky bohatýra Ruslana a dcery knížete Vladimíra, krásné Ludmily. Podle poemy složil roku 1842 ruský skladatel Michail Ivanovič Glinka stejnojmennou operu.
- Kavkazský zajatec (1821, Кавказский пленник), poema, jejímž hlavním hrdinou je mladý kozácký důstojník, který je na Kavkaze zraněn a přivlečen do čerkeské vesnice. Zde se do něj zamiluje jedna z dívek, on však její lásku odmítá. Dívka ho přesto vysvobodí a pak spáchá sebevraždu. Mladík se dostane šťastně do ruského tábora, ale v jeho srdci zůstává trpká bolest ze ztracené lásky. Podle poemy složil ruský skladatel César Antonovič Kjui roku 1883 stejnojmennou operu.
- Gabrieliáda (1821, Гавриилиада), politická poema s jasným proticírkevním zaměřením, parodující evangelický text o zvěstování Panny Marie a biblickou legendu o prvním hříchu Adama a Evy.
- Vadim (1821—1822, Вадим), nedokončená poema, oslavující svobodymilovnost ruského národa,
- Bratři loupežníci (1822, Братья разбойники), poema o lidovém buřičství a o protestu nevolnických rolníků proti sociální nespravedlnosti.
- Bachčisarajská fontána (1823, Бахчисарайский фонтан), poema vyprávějící příběh nenaplněné lásky krymského chána Gireje, který nechal na počest své mrtvé milenky postavit ve městě Bachčisaraj tzv. Fontánu slz. Podle poemy složil roku 1934 ruský skladatel Boris Asafjev stejnojmenný balet.
- Cikáni (1824, Цыганы), poema jejíž hlavní hrdina Aleko chce žít svobodně a bez společenských předpisů. Zakotví proto u besarabských Cikánů, kde se zamiluje do místní cikánky. Ona ale slíbí lásku jinému muži. Aleko, který pro sebe chtěl neomezenou svobodu, nedokáže stejnou svobodu poskytnout ženě, kterou miluje, rozzuří se a zabije ji i jejího milence. Cikáni ho za tento čin zavrhnou a ze svého společenství vyhostí. Podle poemy složil roku 1893 ruský skladatel Sergej Vasiljevič Rachmaninov operu Aleko.  Druhou operu napsal Ruggero Leoncavallo (Gli Zingari).[17]
- Hrabě Nulin (1825, Граф Нулин), satirická poema z ruského venkova,
- Poltava (1829, Полтава), historická poema, která je oslavou velikého ruského cara Petra Velikého, který svými činy, vítězstvím nad Švédy i nad povstalcem Mazepou uvedl Rusko na cestu slávy. Podle poemy složil roku 1884 ruský skladatel Petr Iljič Čajkovskij operu Mazepa.
- Tazit (1830, Тазит), poema řešící otázky spravedlnosti a křivdy i konflikt lidské bytosti s prostředím, jež není schopno pochopit velikost jejího charakteru.
- Domek v Kolomně (1830, Домик в Коломне), poema s humorným námětem o muži, který sloužil u jedné stařeny a její dcery v převleku jako kuchařka.
- Jezerskij (1832, Езерский), poema z doby Petra Velikého.
- Angelo (1833, Анджело), poema odehrávající se v Itálii, ve které autor vyjádřil názor nutného vítězství spravedlnosti nad křivdou. Podle poemy složil César Antonovič Kjui roku 1876 stejnojmennou operu.
- Měděný jezdec (1833, Медный всадник), poema odehrávající se v Petrohradu v době velké záplavy, která toto město postihla. Mladý Jevgenij s hrůzou zjistí, že velká voda odnesla dům jeho milenky, která zmizela společně s ním. Nešťastný a pološílený se toulá ulicemi a prokleje měděného jezdce – pomník Petra Velikého. Jezdec začne Jevgenije pronásledovat a ten je nakonec nalezen mrtvý na jednom ostrůvku, kam voda odnesla dům jeho milenky.

### Román ve verších
- Evžen Oněgin (1823—1833, Евгений Онегин), vrcholné dílo ruského romantismu, jehož tragikomický hrdina je prvním typem tzv. zbytečného člověka v ruské literatuře. Podle románu složil roku 1879 ruský skladatel Petr Iljič Čajkovskij stejnojmennou operu.

### Prózy
- Mouřenín Petra Velikého (1827, Арап Петра Великого), povídka o autorově pradědovi z matčiny strany, synovi jednoho etiopského vladaře, Ibrahimovi Hannibalovi, kterého jako chlapce přivezli do Ruska a který se stal pomocníkem Petra Velikého.
- Román v dopisech (1829, Роман в письмах), nedokončený román psaný formou dopisů mezi dvěma přítelkyněmi, z nichž jedna žije na vesnici a druhá v Petrohradě.
- Povídky nebožtíka Ivana Petroviče Bělkina (1830, Повести покойного Ивана Петровича Белкина), soubor pěti nevelkých povídek, kterým předchází vydavatelská poznámka s portrétem Bělkina, jejich údajného autora.
- Historie vesnice Gorjuchina (1830, История села Горюхина), povídka popisující ironickým a sarkastickým tónem život v ruské nevolnické vesnici, kde páni, kterým jde jen o peníze, dřou ze sedláků kůži.
- Roslavlev (1831 Рославлев), povídka, jejímž vypravěčem je dívka, líčící příběh své přítelkyně a náramné vlastenky Poliny na pozadí napoleonských válek.
- Dubrovskij (1833, Дубровский), nedokončený román, zajímavá psychologická sonda do vztahu dvou starých přátel, důstojníků a šlechticů, kteří se znesváří a kvůli uštěpačné poznámce nevolníka spustí ničivou lavinu nenávisti doslova jdoucí přes mrtvoly. Podle románu složil roku 1895 český skladatel Eduard Nápravník stejnojmennou operu.
- Historie Pugačova (1833, Istorija Pugačova), historická práce,
- Cesta z Moskvy do Petrohradu (1834, Путешествие из Москвы в Петербург), parodie na knihu Alexandra Nikolajeviče Radiščeva Cesta z Petrohradu do Moskvy, ve které Puškin porovnal životní podmínky ruských nevolníků s životními podmínkami anglických továrních dělníků a život ruského nevolníka mu připadal šťastnější. Také poukázal na to, že již Fonvizinovi, který koncem 18. století cestoval po Francii, připadalo postavení ruského rolníka lepší než situace francouzského sedláka.
- Piková dáma (1834, Пиковая дама), novela o důstojníkovi a hráči Heřmanovi, který je posedlý touhou zmocnit se tajemství tří vyhrávajících karet a který skončí jako šílenec. Podle novely složil roku 1890 ruský skladatel Petr Iljič Čajkovskij stejnojmennou operu.
- Egyptské noci (1835, Египетские ночи), nedokončená povídka,
- Putování do Arzrumu (1835, Путешествие в Арзрум), cestopisná próza, ve které Puškin popisuje své putování do tureckého Arzrumu, na kterém se připojil k ruské armádě, aby mohl bezpečně projít Zakavkazskem. Líčí nejen krásy přírody a pohostinnost místních obyvatel, ale také napjatou atmosféru Ruskem okupovaných oblastí i nebezpečné situace, do kterých se on i armáda dostávají díky divoké přírodě nebo útokům tureckých kmenů.
- Kapitánská dcerka (1836, Капитанская дочка) historická novela odehrávající se na pozadí rolnického povstání z let 1773–1775, vedeného Jemeljanem Pugačovem. Podle novely složil ruský skladatel César Antonovič Kjui roku 1911 stejnojmennou operu.

### Dramata
- Scéna z Fausta (1825, Сцена из Фауста), dramatický úryvek na motivy Goethovy tragédie.
- Boris Godunov (1825, Борис Годунов), historická tragédie líčící ve sledu chronologických obrazů z let 1598–1605 období vlády cara Borise Godunova a zabývající se společenskou i individuální problematikou moci. Podle dramatu složil roku 1873 ruský skladatel Modest Petrovič Musorgskij stejnojmennou operu.
- tzv. Malé tragédie (1830, Маленькие трагедии), což je soubor čtyř jednoaktových her, jež rozvíjejí náměty evropské literatury a působí jako klasická exempla o záporných lidských vlastnostech:
  - Skoupý rytíř (Скупой рыцарь), drama o lakomství. Podle hry složil ruský skladatel Sergej Vasiljevič Rachmaninov roku 1906 stejnojmennou operu.
  - Mozart a Salieri (Моцарт и Сальери), drama, ve kterém skladatel Salieri zavraždí ze závisti svého přítele Mozarta. Podle hry složil ruský skladatel Nikolaj Andrejevič Rimskij-Korsakov (1844 – 1908) roku 1898 stejnojmennou operu.
  - Kamenný host (Каменный гость), drama rozvíjejí klasický příběh dona Juana. Podle hry složil ruský skladatel Alexandr Sergejevič Dargomyžskij stejnojmennou operu (nedokončena, uvedena až roku 1872).
  - Hodokvas v době moru (Пир во время чумы), drama o obžerství. Podle hry složil ruský skladatel César Antonovič Kjui roku 1901 stejnojmennou operu.
- Rusalka (1829–1832, Русалка), nedokončená lidová hra. Podle hry složil Alexandr Sergejevič Dargomyžskij roku 1856 stejnojmennou operu.
- Scény z dob rytířských (Сцены из рыцарских времен), nedokončený fragment.

### Pohádky ve verších
- Pohádka o popovi a jeho dělníku Baldovi (1830, Сказка о попе и о работнике его Балде), pohádka o tom, jak si pop najme siláka Baldu. Ten se chce za svou práci jen pořádně se najíst a v případě nespravedlivého propuštění dát popovi tři pohlavky.
- Pohádka o medvědici (1830–1831, Сказка о медведихе), nedokončeno,
- Pohádka o caru Saltánovi, o jeho synu, slavném a mohutném bohatýru Vítu Saltánoviči a o čarokrásné carevně Labuti (1831, Сказка о царе Салтане, о сыне его славном и могучем богатыре князе Гвидоне Салтановиче и о прекрасной царевне Лебеди), podle pohádky složil roku 1900 ruský skladatel Nikolaj Andrejevič Rimskij-Korsakov stejnojmennou operu.
- Pohádka o rybáři a rybce (1833, Сказка о рыбаке и рыбке), pohádka podává obraz toho, jak se lidé mění, když nabývají ve společnosti moci a chtějí stále víc a víc. Dílo, napsané nerýmovaným veršem starých lidových ruských zpěvů, vypráví o svárlivé stařeně, kterou neuspokojí žádný z ohromných darů zlaté rybky-královny moří. Ve své touze po stále větším bohatství a moci je nakonec potrestána a stane se zas tím, čím byla: chudou ženou rybáře v rozbité hliněné chatrči.
- Pohádka o mrtvé princezně a sedmi bohatýrech (1833, Сказка о мёртвой царевне и семи богатырях), do této pohádky vložil autor své vroucí přesvědčení, že žádná křivda se neudrží navždy.
- Pohádka o zlatém kohoutkovi (1834, Сказка о золотом петушке), v pohádce, podle které složil roku 1907 Rimskij-Korsakov stejnojmennou operu, vypráví autor o věrolomnosti cara Dadona.

## Zajímavost
- Traduje se, že když Puškin umíral, prohlásil: „Sbohem, mí přátelé.“ Mělo to být adresováno knížkám v knihovně.